# Леон Дорес
Леон Дорес (фр. Léon Dorez; 7 липня 1864, Вільмор-сюр-Ванн — 25 січня 1922, Париж) — французький бібліотекар та філолог-романіст.

## Біографія
Дорес відвідував школу в Труа та Парижі (Ліцей Людовика Великого). З 1888 до 1891 навчався в Національній школі хартій, з 1891 до 1893 року продовжив навчання у Французькій школі в Римі, а з 1893 до 1921 року працював бібліотекарем у Національній бібліотеці Франції.
Протягом 1894—1921 років Дорес (разом з Емілем Шателеном) публікував фаховий журнал «Revue des bibliothèques», а з 1898 до 1908 року серію про літературу епохи Відродження «Bibliothèque littéraire de la Renesance».

## Праці
- L'Ars minor de Donat. Paris 1890 (фр.)
- Antoine Éparque. Recherches sur le commerce des manuscrits grecs en Italie au XVIe siècle. In: Mélanges d'archéologie et d'histoire, 13, 1893
- (з Луї Тюаном) Pic de La Mirandole en France (1485—1488). Paris 1897, Genf 1976
- (перекладач) Chronique d'Antonio Morosini. Extraits relatifs à l'histoire de France. 4 Bände. Paris 1898—1902
- Catalogue de la collection Dupuy. 3 томи. Paris 1899—1928, Paris 2003
- (редактор і перекладач) Itinéraire de Jérôme Maurand d'Antibes à Constantinople (1544). Paris 1901
- Les manuscrits à peintures de la bibliothèque de lord Leicester à Holkham Hall, Norfolk. Choix de miniatures et de reliures. Paris 1908
- Nouvelles recherches sur Michel-Ange et son entourage. Paris 1918
- La collection Alexandre Bixio à la Bibliothèque nationale. Paris 1918
- La Cour du pape Paul III. 2 томи. Paris 1932 (передмова Pierre de Nolhac)